# Piernicola Pedicini
Piernicola Pedicini (Benevento, 22 maggio 1969) è un politico italiano.

## Biografia
Originario di Foglianise, in provincia di Benevento, consegue la laurea in Fisica teorica e successivamente la specializzazione in Fisica medica presso l'Università "Federico II", dove svolge poi il ruolo di ricercatore in Fisica delle alte energie e nel settore della manutenzione e della salvaguardia del patrimonio nazionale artistico e architettonico.
Nel 2007 si sposta a Rionero in Vulture, provincia di Potenza, per lavorare all'Ospedale Oncologico Regionale, ove assume il ruolo di esperto in fisica medica presso l'U.O. di Radioterapia del Dipartimento di Medicina Nucleare, anche di radioprotezione dei lavoratori e della popolazione, di Fisica ambientale e di Radiobiologia. È sposato ed ha due figli.

## Attività politica
Lavorando nel settore sanitario, acquisisce parziale esperienza in terza persona in materia di ecologia e prevenzione, che successivamente saranno alla base della scelta politica di impegnarsi con il Movimento 5 Stelle. È uno dei fondatori di uno dei MeetUp M5S di Rionero in Vulture insieme a Giacinto Cerviere e Franco Petruzzi. Partecipa allo Tsunami Tour di Beppe Grillo ed è candidato alle elezioni politiche del 2013 con il Movimento, risultando non eletto.
Alle regionali del novembre 2013 è candidato alla presidenza della regione Basilicata, in seguito alle dimissioni anticipate del presidente Vito De Filippo per indagini su consiglieri e assessori, arrivando terzo al risultato elettorale con il 13,19% dei voti, dietro il candidato del PD Marcello Pittella e quello di centrodestra Salvatore Di Maggio. Pedicini, inizialmente secondo alle primarie, è diventato il candidato ufficiale del movimento in seguito all'esclusione da parte dello stesso Beppe Grillo del tenente della Polizia provinciale di Potenza Giuseppe Di Bello per "irregolarità formali nella presentazione dei documenti".
Nel 2014 si presenta alle parlamentarie del MoVimento 5 Stelle vincendole al primo turno, pertanto partecipa alle elezioni europee del 2014, nella circoscrizione Italia meridionale, ottenendo 35.829 voti e risultando così eletto. Il suo interesse è rivolto in particolare alla tematica ambientale. Cinque anni più tardi viene rieletto in terza posizione con 58.901 preferenze.
Nel giugno 2020, per aver votato contro una risoluzione sulla risposta europea alla crisi del COVID-19, viene sospeso dal M5S insieme ai colleghi Ignazio Corrao e Rosa D'Amato.  A dicembre 2020, decide di lasciare il M5S insieme a Ignazio Corrao, Eleonora Evi e Rosa D’Amato senza però dimettersi come previsto dalle regole del MoVimento 5 stelle sottoscritte all'atto della candidatura - in particolare il codice etico che, come deterrente, prevedeva a questo proposito una penale da 100mila euro a carico di chi venisse espulso, abbandonasse il gruppo o si iscrivesse ad un altro gruppo parlamentare.
Il 15 maggio 2021 aderisce al Movimento 24 Agosto - Equità Territoriale, fondato da Pino Aprile. L'11 dicembre 2022 è eletto segretario del partito durante il congresso tenutosi a Napoli, sostenuto dalla mozione S.U.D. (Sviluppo Uguaglianza e Diritti).
Nel febbraio 2024 annuncia che si candiderà alle europee di giugno con Pace Terra Dignità, lista pacifista promossa da Michele Santoro con altre forze di sinistra. Candidato nella circoscrizione meridionale, ottiene più di 3.300 preferenze però non è rieletto anche perché la lista non supera lo sbarramento.